# Cuatrovientos
Cuatrovientos es un barrio perteneciente al municipio de Ponferrada, situada en la comarca de El Bierzo, al noroeste de la provincia de León, en la comunidad autónoma de Castilla y León (España). Está situado en las coordenadas 42°33'32.83"N, 6°37'37.85"O, a 516 m s. n. m. Tiene una población de 3767 habitantes, repartidos en 1795 varones y 1972 mujeres. Se encuentra a 2,3 km del centro de Ponferrada. El barrio está ubicado al noroeste del municipio y limita con los barrios Fuentesnuevas al noroeste, Columbrianos y Compostilla al noreste y los de La Placa, La Martina y Flores del Sil al sur y el nuevo barrio de la La Rosaleda  al sureste.

## Lingüística
Actualmente el idioma común es el castellano, fue galleguizado entre los siglos XIV y el XV tanto en la cultura, incluida la lengua, como en la administración territorial bajo el dominio del Conde de Lemos , hasta que los Reyes católicos impusieron la administración central castellana, a partir del dominio del Conde de Lemos la línea imaginaria que separa la influencia del gallego y del leonés. Este es uno, junto con la cercanía con la comunidad autónoma gallega, de los  motivos por el que, en la actualidad, la lengua predominante, el castellano, se detectan generalmente giros y expresiones galaicas. Este hecho, coloquialmente denominado "acento gallego", además se ha visto favorecido con la llegada por motivo de la industrialización de población del occidente berciano donde la galleguización fue más profunda y más extensa en el tiempo, que en Cuatrovientos, hecho por el que el gallego no logró desplazar muchos elementos de la lengua leonesa en la documentación de esos siglos, ni en la toponimia que fue híbrida.

## Demografía
| Gráfica de evolución demográfica de Cuatrovientos entre 2000 y 2021 |
|                                                                     |
| Población de hecho según los censos de población del INE.           |

## Fiestas locales
La Asociación de Vecinos Matagal de Cuatrovientos es la encargada de organizar las distintas citas festivas del barrio.

### Fiestas patronales
Las fiestas principales del barrio se festejan en honor a San José Obrero, siendo el día central el 1 de mayo, día del patrón de este barrio ponferradino.

### Fiestas del Vecino
La Fiesta del Vecino se celebra el último fin de semana de agosto. Tiene como fin promover la convivencia vecinal y el comercio en el barrio

### Magostos
Es un modesto magosto que celebra en el pueblo, donde se muestra el carácter hospitalario y acogedor de la juventud local. Es una noche en la que se comen castañas asadas y suele estar muy animada, incluso con música. Una fiesta muy alegre y sencilla en recuerdo de los antaños sotos de castaños, que rodeaban las faldas de la Cogolla.

## Otros datos de interés
Código Postal: 24404
Cuenta con un centro de salud (Ponferrada IV), un colegio público y otro colegio privado-concertado,Centro Cívico, Parque e Instalaciones Deportivas.